# Toumeyella nectandrae
Toumeyella nectandrae är en insektsart som beskrevs av Hempel 1929. Toumeyella nectandrae ingår i släktet Toumeyella och familjen skålsköldlöss. Inga underarter finns listade i Catalogue of Life.